# كابروني كا.114
كابروني كا.114 (بالإنجليزية: Caproni Ca.114)‏ هي طائرةٌ إيطاليَّة، صنعتها شركة كابروني للطائرات، وكان أول تحليقٍ لها في 1933.